# Кејти Џонсон
Беси Кејт Џонсон (Клејтон, 18. новембар 1878 — Елхам, 4. мај 1957) била је енглеска глумица која се појављивала на сцени од 1894. и на екрану од 1930-их до 1950-их.

## Биографија
Године 1908. удала се за глумца Френка Гуденафа Бејлија (1873 – 28. новембар 1923, Њукасл на Тајну ). Пар је имао двоје деце, Вилијама Френка Гуденафа Бејлија (1910-1973) и Џонсона Гуденафа Бејлија (1915-1980).
Први пут се појавила у филму када је имала 53 године, 1932. године, али није добијала признања критике за своје наступе све до 1955. године, када је, са 76 година, глумила у комедији The Ladykillers студија Илинг као госпођа Лујза Вилберфорс. Ова улога јој је донела награду Британске филмске академије за најбољу британску глумицу. Умрла је мање од две године касније, појавивши се само у још једном филму.
Такође се појавила у БиБиСи-јевом научнофантастичном серијалу The Quatermass Experiment (1953) и играла шпијунку у Видим мрачног странца (1946).

## Изабрана филмографија
- After Office Hours (1932 film) (1932) – Г-ђица Вајлсден
- A Glimpse of Paradise (1934) – Г-ђа Филдинг
- Laburnum Grove (1936) – Г-ђа Радферн
- Dusty Ermine (1936) – Емили Кент
- Farewell Again (1937) – Мајка војника у болници
- The Last Adventurers (1937) – (неименована)
- Sunset in Vienna (1937) – жена у кафеу (неименована)
- The Dark Stairway (1938) – (неименована)
- Marigold" (1938 film) (1938) – Санта Данлоп
- Gaslight" (1940 film) (1940) – Слушкиња Алис Барлоу (неименована)
- Two for Danger (1940) – (неименована)
- Freedom Radio (1941) – бака Шмит
- Jeannie (film) (1941) – Матилда
- The Black Sheep of Whitehall (1942) – путница у возу (неименована)
- Talk About Jacqueline (1942) – Етел
- Tawny Pipit (film) (1944) – Г-ђица Пиман
- He Snoops to Conquer (1944) –  (неименована)
- Love Letters (1945 film) – неговатељица (неименована)
- The Years Between (film) (1946) – жена старца
- I See a Dark Stranger (1946) – стара жена у возу
- Meet Me at Dawn (1947) – Хенријета
- Code of Scotland Yard (1947) – продавачица (неименована)
- Death of an Angel (1952) – Сара Оди
- I Believe in You (film) (1952) – Г-ђица Макилн
- Lady in the Fog (1952) – стара затвореница у сцени убиства
- The Large Rope (1953) – бака
- Three Steps in the Dark (1953) – Г-ђа Ридл
- The Rainbow Jacket (1954) – (неименована)
- The Delavine Affair (1954) – Г-ђа Бисет
- Out of the Clouds (1955) – путница (неименована)
- John and Julie (1955) – старица
- The Ladykillers (1955 film) – Г-ђа Вилберфос (старица)
- How to Murder a Rich Uncle (1957) – Алис (последња филмска улога) – (приказана постхумно, у јуну 1957)